# Blanca Fernández Viguera
Blanca Fernández Viguera (Pamplona, 23 de marzo de 1951) es una socióloga española, investigadora social, feminista, profesora de Trabajo Social e impulsora de los estudios de género en la Universidad Pública de Navarra. En 2018, fue la primera persona galardonada con el recién creado Premio Berdinna del Gobierno de Navarra.

## Trayectoria

### Profesional
Licenciada en Ciencias Políticas y Sociología por la Universidad de Deusto, especializada en Sociología.
De 1975 hasta 1978 fue responsable de organizar la sección de Humanidades y Ciencias Sociales de la Editorial Gómez.
Fue cofundadora del Instituto de Promoción de Estudios Sociales (IPES). Trabajó desde 1978 hasta 1985 como Coordinadora de Ciencias Sociales. Cofundadora del Departamento de Estudios de las Mujeres en 1979. Responsable dentro de la Escuela de Ciencias Sociales del área de Estudios de la Mujer. Impulsora de la revista Langaiak. Cofundadora del Centro de Documentación y Biblioteca de las Mujeres. Responsable de las Investigaciones Sociológicas. Profesora de la Escuela de Feminismos. Miembro de la Junta de la Fundación IPES.
Durante el curso académico 1985-1986 fue profesora contratada de Escuela Universitaria de Trabajo Social del Gobierno de Navarra adscrita a la Universidad de Zaragoza. De 1986 a 1992 fue profesora titular de Escuela Universitaria del Gobierno de Navarra y adscrita a la Universidad de Zaragoza. En 1986 fue Vicedirectora de la Escuela de Trabajo Social. De 1993 hasta su jubilación en 2012 fue profesora titular de Escuela Universitaria de la Universidad Pública de Navarra. Durante el curso 2001-2002 fue subdirectora del Departamento de Trabajo Social.
De 1999 a 2007 fue coordinadora y profesora responsable de los Programas de Género organizados por el Departamento de Trabajo Social de la UPNA e IPES. Incorporó la perspectiva de género en el Máster en Intervención Social con Familias y Grupos y el título propio Diploma de Especialización en Género de la UPNA. Y de 2009 a 2012 fue la directora académica del Título Propio de la Universidad Pública de Navarra: Experto/Experta en Género.
Ha sido vocal de la comisión académica del Título Oficial de Master Universitario en Intervención social con Individuos, Familias y Grupos; coordinadora del Grupo Investigador de Género (GIG) de la UPNA; miembro de la comisión permanente de igualdad de la UPNA desde 2009; miembro del Consejo Asesor de la Cátedra Unesco de Ciudadanía, Convivencia y Pluralismo desde 2009.
Participó como representante del Estado español de la Red Europea de Mujeres (REM) en el Tribunal Europeo de Lucha contra la Pobreza Femenina, realizado en las sede de la CEE en Bruselas en noviembre de 1988. Representó a la UPNA en el Foro alternativo de las ONG en Huairou, con motivo de la IV Conferencia Mundial de Naciones Unidas sobre las Mujeres en Beijing, China en 1995, encuentro al que asistió junto a su hermana, Silvia Fernández Viguera, reconocida militante de los movimientos feministas.
Entre sus líneas de investigación principales destacan la feminización de la pobreza, exclusión social y género; la situación social de las mujeres en Navarra desde 1975 a 2003; la violencia de género; la transversalidad de género en los estudios universitarios; el desarrollo de planes de igualdad. Como objetivos de su labor docente destacan el estudio y difusión de las teorías feministas y de género, de la historia de las mujeres, la visibilización y difusión de las aportaciones de las mujeres en el mundo de la ciencia, las artes y la cultura, entre otras.

### Activista
Fernández Viguera fue pionera en su activismo y militancia en los movimientos feministas y sindicalistas en defensa de los derechos de las mujeres. Jubilada y en activo, sigue impartiendo cursos, charlas y participando en investigaciones.

## Premios y reconocimientos
- Premio Berdinna 2018 del Gobierno de Navarra en reconocimiento a su "contribución indudable en el avance de la igualdad entre hombres y mujeres".[4][6][7][8]